# Julio Mazziotti

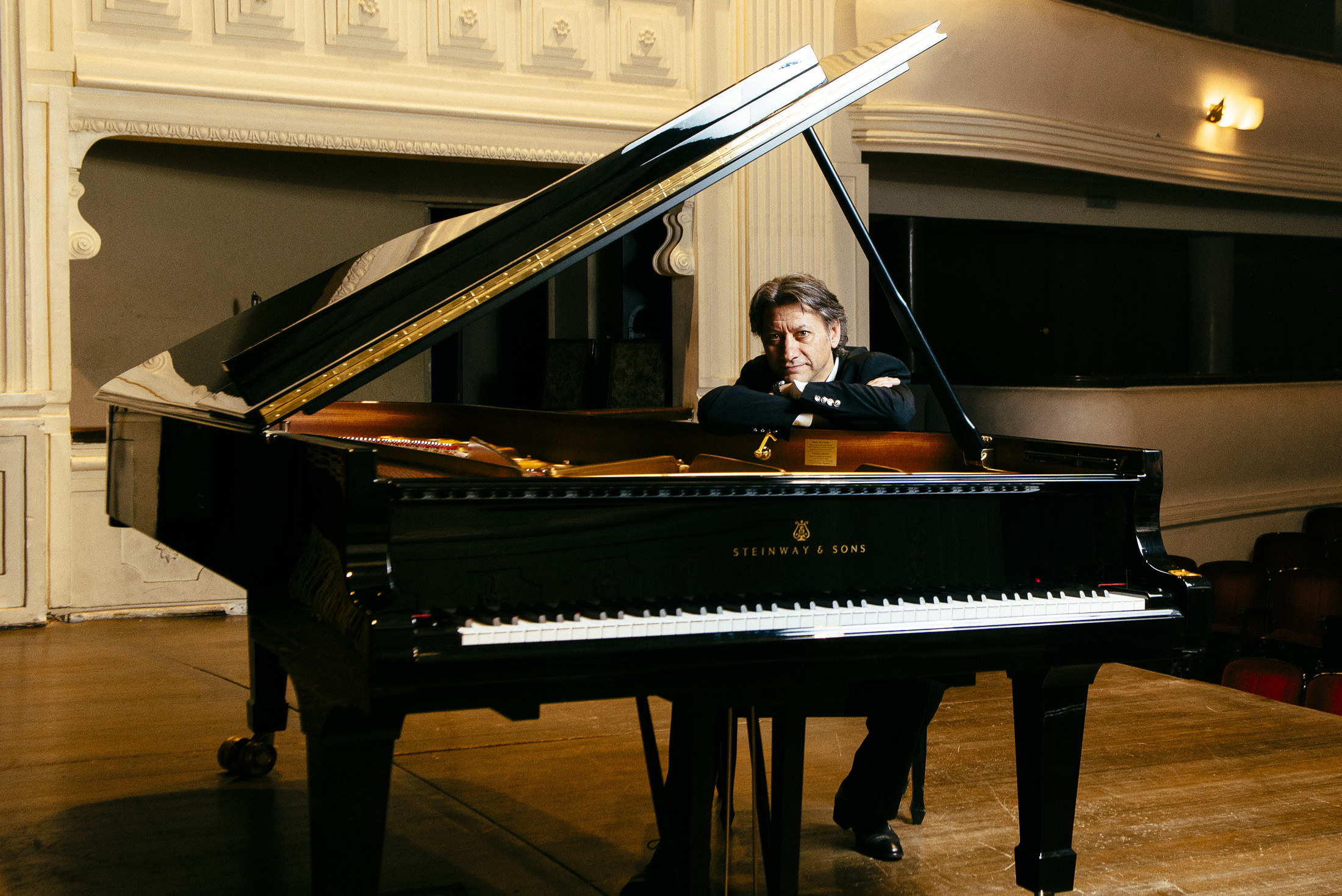
Julio Mazziotti en el Teatro Independencia, 2014

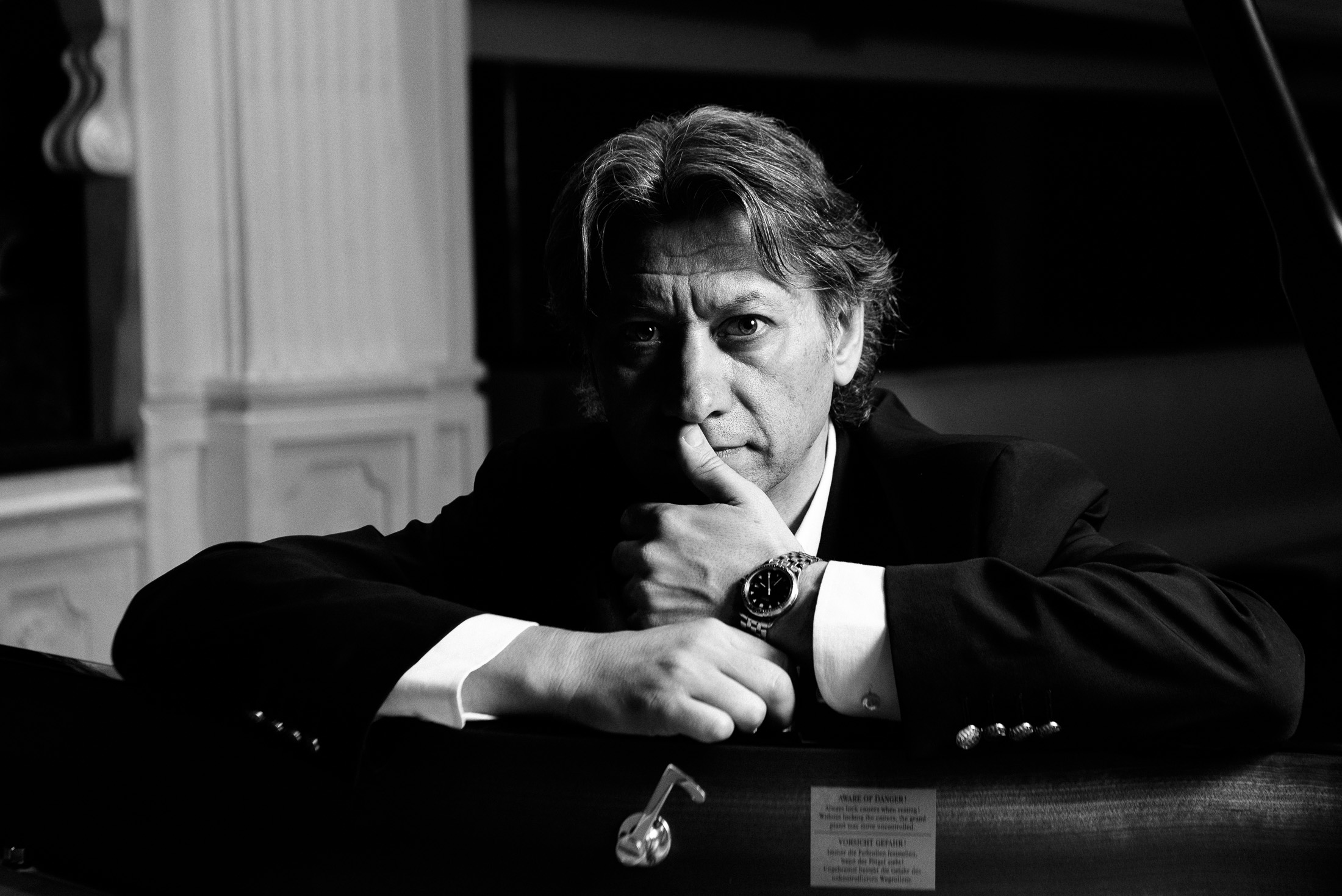
Julio Mazziotti

Julio Mazziotti (Mendoza, Argentina, 8 de diciembre de 1960) es un pianista y compositor argentino.

## Biografía
Nació en la ciudad de Mendoza el 8 de diciembre de 1960. Hijo de Vicente Mazziotti y Mirta Greco, siendo el segundo de los cuatro hijos del matrimonio. Desde muy pequeño demostró gran atracción por la música, tanto que con solo 4 años de edad construyó su primer instrumento musical, con copas, botellas y maderas, con el cual pasaba largos ratos imitando y creando melodías y diferentes ritmos. Esto llamó la atención de sus padres ya que en la familia nadie se dedicaba a la música. Así comenzó su pasión por la creación musical.
En el año 2000 comenzó con sus conciertos de solo piano. Fue el creador del ciclo "Julio Mazziotti toca el Piano" en el Museo de Arte Moderno de Mendoza, Argentina (MMAMM). Este ciclo duró 7 años consecutivos e ininterrumpidos y contó con una concurrencia de miles de espectadores que asistían cada sábado a escuchar estos conciertos de solo piano, en donde el músico se encargó en forma constante y permanente de difundir sus propias composiciones además de sus particulares versiones de música popular argentina y de películas. Por este ciclo obtuvo el «Premio Escenario» edición 2005 del Multimedio UNO en el rubro Instrumental Solista.
En el 2001 editó su segundo disco titulado "El Último Héroe" y en el 2005 presentó su tercer álbum "Antología de un Guerrero".  En el año 2009 editó, en forma independiente, su 4.º CD La Llave de la Próxima Puerta trabajo que presentó en su ciudad natal de Mendoza en el Teatro Independencia.
En el año 2010 fue convocado por la Dirección de Cultura y Turismo del Ayuntamiento de Capdepera en la isla de Mallorca (España) como único representante de Argentina para participar en el "Primer Encuentro Internacional de Pianistas del Mundo" (octubre de 2010) junto a las compositoras y pianistas norteamericanas Suzanne Ciani, Lisa Downing y Rebecca Oswald y al español Mario López Santos. Realizó en el mismo mes de octubre de 2010 su primer concierto en Italia, en el Auditorium del Liceo Musicale Orfeo Stillo en la ciudad de Crotone (Calabria) con excelentes críticas.
En octubre de (2011), luego de su gira por Estados Unidos, realizó una serie de Conciertos en Italia, presentándose en las ciudades de Roma, Crotone, Catania y Caltanissetta. En 2013 fue convocado para participar con su música original en la "Tercera Muestra Internacional De Piano" de Aranda De Duero (España) compartiendo escenario con pianistas de renombre internacional como David Lanz, Lisa Downing y el español Mario López Santos. 
Ha realizado conciertos en Madrid, Aranda De Duero, Sevilla, Soria, Palma de Mallorca, Capdepera, Inca, Valencia, Córdoba, Málaga, Plasencia, León, Guadalajara, Miraflores de la Sierra, Zürich, Roma, Caltanissetta, Firenze, Crotone, Catania, Milán, París, Hildesheim, Chorzów, Katowice, Pszczyna, Batory, Kraków, Mikołów, Ciudad de México, Irapuato, Denver, Texas, San Francisco, Phoenix, New York, Mission Viejo, La Paz, Cochabamba, Oruro, Santiago de Chile, Buenos Aires, Santa Fe, Mendoza, San Juan, San Luis, Paraná, Colón, Santa Rosa, Villa María, Arnhem, etc. 
En el año 2023 fue convocado por MAEL Producciones para realizar la totalidad de la banda sonora original de la película española "SÉNECA Y LUCANO, LA VIRTUD DEL IMPERIO" dirigida por Miguel Ángel y Fátima Entrenas, cuyas composiciones originales dieron lugar al lanzamiento de su duodécimo CD con el mismo título que la mencionada película.  
En la actualidad realiza innumerables conciertos internacionales de solo Piano, principalmente en Estados Unidos, Europa y Argentina, siendo estas presentaciones de características particulares, ya que transforma cada uno de sus conciertos en un evento social, donde además de presentar su propia música, propone a los asistentes un espectáculo muy dinámico e interactivo y con un mensaje motivacional, alternando con su música, breves relatos y reflexiones acerca de las posibilidades que tenemos los seres humanos de mejorar nuestra vida a partir de un cambio de actitud.

## Conciertos Benéficos
En el año 2008 presentó su música en la ciudad de Zürich (Suiza) ofreciendo conciertos en la "Schulthess Klinik" para los pacientes internados en esa importante institución de traumatología quirúrgica, neurología y reumatología.
Con su proyecto "Música Para Cambiar el Mundo" realizó numerosos conciertos benéficos tanto en Argentina, España, Italia, Chile y Estados Unidos de América para Instituciones reconocidas a nivel mundial como UNICEF, ACPACYS, ADEVIDA, la misión "Mother Cabrini Shrine" en Colorado Estados Unidos. A finales del 2015 ofreció en España un concierto benéfico para los "Refugiados en Europa" en la ciudad de Córdoba (Andalucía) y en el  2016 participó con varios  Micro/Conciertos para la fundación Social Musik dentro del proyecto "Músicos por la Salud" presentados en Hospitales de la ciudad de Valencia (España) para los pacientes internados, en 2017 concretó su propuesta benéfica a favor del Hospital Pediátrico Dr. Humberto Notti en Argentina y un importante Concierto Benéfico para las Hermanas Clarisas en la ciudad de Málaga/España.
En junio de 2018 presentó en Santiago de Chile en colaboración con la Fundación Cultural Providencia su proyecto "Música para cambiar el Mundo" y ofreció su concierto benéfico para el Hospital Pediátrico Dr. Luis Calvo Mackenna.
En la actualidad continúa realizando presentaciones benéficas y sin fines de lucro tanto en hospitales y/o diferentes instituciones, ONGs, Fundaciones, etc con el único objetivo de recaudar fondos o bien para llevar su música a lugares y personas que más lo necesitan. 
En octubre de 2022 realizó una gira por Bolivia en donde presentó también su proyecto MÚSICA PARA CAMBIAR EL MUNDO junto a la Fundación Enseñarte cuyo objetivo es ayudar a niños y jóvenes en situación de calle, y mantenerlos así alejados de las drogas y de las diferentes situaciones de riesgo social, mediante disciplinas y actividades culturales, artísticas y circenses. En diciembre de 2022 colaboró con la Fundación Músicos por la Salud (España) ofreciendo un concierto benéfico en el Hospital La Paz en Madrid en el marco de una nueva edición de la Maratón de donación de Sangre llevada a cabo en dicho hospital. 
El 25 de octubre de 2024, durante su gira internacional, tuvo la oportunidad de desempeñarse como "pianista dinamizador" en el evento organizado por Occident Fundación en conjunto con el concurso de música María Canals, el cual consistió en colocar varios pianos de cola en lugares emblemáticos de Madrid para que todo aquel que deseara expresarse artísticamente a través del piano pudiera hacerlo, tanto si fuesen profesionales, principiantes, estudiantes o simplemente aficionados al piano. Este evento se desarrolló a lo largo de toda la jornada con una gran afluencia de público y quedó registrado por varios medios de comunicación oficiales y privados. 

## Premios y reconocimientos
- Año 1992, premio Los Andes[5] por su trabajo en El Centro de Divulgación Musical dependiente del Teatro San Martín de Buenos Aires (Argentina).
- Año 2005, nominado, ternado y ganador del Premio Escenario del Diario UNO (Argentina)[6] en el rubro Instrumental Solista.
- Desde el año 2008 hasta el 2016 fue jurado de los prestigiosos Premios Escenario del Diario UNO (Argentina) en el rubro Música Instrumental.
- Desde el año 2015 es miembro Honorífico del Directorio de la Revista Diafanís de Artes y Ciencias , la que cuenta con el apoyo de SOLACYT (Sociedad Latinoamericana de Ciencia y Tecnología) de México.

## Discografía
- 1992 - Como la buena gente (Dúo Dos de la Medianoche)
- 1996 - Un nuevo día
- 2001 - El último héroe
- 2005 - Antología de un guerrero
- 2009 - La Llave de la Próxima Puerta
- 2011 - El Amo de las Hadas (Grabado en la ciudad de California/EE. UU., en estudios Seven Wave)
- 2012 - The Best of Reviews New Age "THE PIANO" (Compilado de Pianistas Internacionales)
- 2016 - Música Para Cambiar el Mundo
- 2018 - Séptimo (Grabado en la ciudad de Madrid / en Infinity Estudios)
- 2020 - EL Desvelo De Los Ilustrados (Grabado en Teatro Independencia Ciudad Mendoza/Argentina)
- 2022 - La Ignota Razón de Una Esfera
- 2023 - Séneca y Lucano, música original de la película - Composición original Julio Mazziotti
- 2023 - Panta Rei - (Sencillo) - Composición original
- 2024 - Tobogán - (Sencillo) - Composición original
- 2025 - E·R·E·S (Grabado en la ciudad de Chorzów / Polonia)